# Pokal Slovenije 2023/24
Der Pokal Slovenije 2023/24 war die 33. Austragung des slowenischen Fußballpokalwettbewerbs der Herren.
Pokalsieger wurde der NK Rogaška, der sich im Finale gegen den ND Gorica nach Elfmeterschießen durchsetzte. Rogaška bekam jedoch keine UEFA-Lizenz. Stattdessen übernahm der Ligazweite NK Maribor den Startplatz in der UEFA Europa League 2024/25. Titelverteidiger NK Olimpija Ljubljana schied bereits im Achtelfinale aus.

## Modus
Die Pokalsaison begann mit einer Vorrunde, die wie die 1. und 2. Runde des Wettbewerbs innerhalb der einzelnen interkommunalen Fußballverbände (MNZ) ausgetragen wurde. Die 6 Erstligisten kamen in der 1. Runde dazu, die 4 Teilnehmer im europäischen Wettbewerb in der 2. Runde.
In allen Begegnungen wurde der Sieger in einem Spiel ermittelt. In den Spielen der Vorrunde, 1. und 2. Runde kam es bei unentschiedenem nach der regulären Spielzeit von 90 Minuten direkt zum Elfmeterschießen. Ab der 3. Runde wurde bei einem Remis zusätzlich eine Verlängerung von zweimal 15 Minuten gespielt und falls erforderlich ein Elfmeterschießen.
Unterklassige Teams hatten nicht mehr automatisch Heimrecht. Auch die Setzliste wurde abgeschafft.

## Teilnehmer
Insgesamt 181 Vereine nahmen in dieser Saison teil.
| Nogometna Liga 2022/23 (10) | Nogometna Liga 2022/23 (10) | Nogometna Liga 2022/23 (10) | Nogometna Liga 2022/23 (10) | Nogometna Liga 2022/23 (10) | Nogometna Liga 2022/23 (10) |
| --- | --- | --- | --- | --- | --- |
| - NK Bravo - NK Celje | - NK Domžale - ND Gorica | - FC Koper - NK Maribor | - NŠ Mura - NK Olimpija Ljubljana | - NK Radomlje - NK Tabor Sežana | |
| MNZ Celje (14) | MNZ Gorenjske Kranj (18) | MNZ Koper (8) | MNZ Lendava (16) | MNZ Ljubljana (32) | MNZ Ljubljana (32) |
| - NK Brežice 1919 - ND Dravinja - NK Krško - NK Laško - NK Ljubno ob Savinji - NK Mons Claudius - NK Mozirje - NK Rogaška - NK Rudar Velenje - NK Šampion - NK Šmarje pri Jelšah - NK Šmartno - NK Žalec - NK Zreče                                                                             | - NK Bitnje - NK Bled - NK Britof - NK Jesenice - NK Zarica Kranj - NK Kranjska Gora - NK Naklo - NK Polet Sveti Martin Muri - ŠD Preddvor - NK Sava Kranj - NK Šenčur - NK Škofja Loka - NK Šobec Lesce - NK Triglav Kranj - NK Velesovo Cerklje - NK Visoko - NK Železniki - NK Žiri | - NK Bistrc - NK Jadran Dekani - NK Galeb Ankaran - MNK Izola - NK Jadran Hrpelje-Kozina - NK Komen - NK Korte - NK Košana                                                  | - NK Čentiba - NK Črenšovci - NK Graničar Lendava - NK Hotiza - NK Kobilje - NK Mostje - NK Nafta 1903 - NK Nafta 1903 veterani - NK Nedelica - NK Odranci - NK Olimpija Dolga vas - NK Panonija Gaberje - NK Polana - NK Prekmurec Dobrovnik - NK Srednja Bistrica - NK Turnišče | - NK Arne Tabor ’69 - NK Bela krajina - NK Brinje Grosuplje - NK Dob - NK Dragomer - NK Dren Vrhnika - NK IB 1975 Ljubljana - NK Ihan - ND Ilirija 1911 - NK Ivančna Gorica - NK Jevnica - NK Jezero Medvode - NK Kamnik - NK Kočevje - NK Kolpa - NK Komenda | - NK Kresnice - NK Krka - NK Laby’s Mengo28 - NK Litija - ŠD NK Ljubljana - OŠ Olimpija Ljubljana - NK Rudar Trbovlje - NK Šentjernej - NK Svoboda Kisovec - ND Slovan Ljubljana - NK Šmartno Ljubljana - NK Svoboda Ljubljana - NK Termit Moravče - NK Trebnje - NK Vir - NK Zagorje |
| MNZ Maribor (18) | MNZ Murska Sobota (25) | MNZ Murska Sobota (25) | MNZ Nova Gorica (9) | MNZ Ptuj (31) | MNZ Ptuj (31) |
| - NK Dobrovce - NK Fužinar - NK Jurovski Dol - NK Koroška Dravograd - NK Korotan Prevalje - NK Lenart - NK Limbuš Pekre - NK Malečnik - ŠD Marjeta na Dravskem polju - NK Peca - NK Pohorje - NK Rače - NK Radlje - NK Rošnja Loka - ŠD Rogoza - ŠD Starše - ŽNK MB Tabor - NK Tehnotim Pesnica | - NK Apače - ŠNK Bakovci - ND Beltinci - NK Bogojina - NK Cankova - NK Čarda Martjanci - ŠD Cven - NK Dokležovje - NK Gančani - NK Grad - NK Hodoš - ŠD Ižakovci - NK Kema Puconci | - NK Križevci - NK Lipa - NK Ljutomer - NK Radenska Slatina - NK Rakičan - ŠNK Radgona - NK Roma - NK Šalovci - NK Serdica Goričanka - NK Tišina - NK Tromejnik - NK Veržej | - ND Adria - ND Bilje - NK Brda Dobrovo - NK Idrija - ND Primorje - NK Renče - NK Tolmin - NK Vipava - NK Vodice Šempas | - NK Aluminij - ŠD Apače - NK Kety Emmi & Impol Bistrica - NK Bukovci - NK Cirkulane - ŠD Dornava - NK Drava Ptuj - NK Gerečja vas - NK Grajena ANpro - NK Gorišnica - NK Hajdina - NK Hajdoše - NK Leskovec - NK Makole - NK Markovci - NK Oplotnica         | - NK Ormož - NK Podlehnik - NK Podvinci - NK Boč Poljčane - NK Polskava - NK Pragersko - NK Rogoznica - NK Slovenja vas - NK Skorba - NK Središče - NK Stojnci - NK Tržec - NK Videm - NK Zavrč - NK Zgornja Polskava                                                                 |

## Vorrunde
Teilnehmer: 114 Teams ab der zweiten Liga abwärts.

### MNZ Celje
| Datum      |                  | Ergebnis |                  |
| ---------- | ---------------- | -------- | ---------------- |
| 26.08.2023 | NK Laško         | 0:3      | NK Krško         |
| 26.08.2023 | NK Mons Claudius | 0:6      | NK Rudar Velenje |
| 27.08.2023 | NK Šmartno       | 2:1      | ND Dravinja      |
| 20.09.2023 | NK Mozirje       | 0:1      | NK Šampion       |

### MNZ Gorenjske Kranj
| Datum      |                     | Ergebnis |                            |
| ---------- | ------------------- | -------- | -------------------------- |
| 23.08.2023 | NK Bitnje           | 1:2      | NK Visoko                  |
| 23.08.2023 | NK Britof           | 3:0      | NK Polet Sveti Martin Muri |
| 23.08.2023 | NK Sava Kranj       | 1:2      | ŠD Preddvor                |
| 23.08.2023 | NK Velesovo Cerklje | 2:6      | NK Zarica Kranj            |
| 23.08.2023 | NK Železniki        | 0:3      | NK Bled                    |
| 27.08.2023 | NK Šobec Lesce      | 1:3      | NK Triglav Kranj           |

### MNZ Koper
| Datum      |           | Ergebnis        |           |
| ---------- | --------- | --------------- | --------- |
| 26.08.2023 | NK Komen  | 3:3 (4:3 i. E.) | NK Bistrc |
| 26.08.2023 | NK Košana | 1:2             | NK Korte  |

### MNZ Lendava
| Datum      |                        | Ergebnis |                        |
| ---------- | ---------------------- | -------- | ---------------------- |
| 20.08.2023 | NK Čentiba             | 1:5      | NK Prekmurec Dobrovnik |
| 20.08.2023 | NK Mostje              | 3:0      | NK Hotiza              |
| 20.08.2023 | NK Nafta 1903 veterani | 0:8      | NK Odranci             |
| 20.08.2023 | NK Panonija Gaberje    | 2:1      | NK Graničar Lendava    |

### MNZ Ljubljana
| Datum      |                       | Ergebnis        |                      |
| ---------- | --------------------- | --------------- | -------------------- |
| 25.08.2023 | NK Dob                | 7:2             | NK Jevnica           |
| 26.08.2023 | NK Bela krajina       | 3:0             | NK Laby’s Mengo28    |
| 26.08.2023 | NK Dragomer           | 0:3             | NK Zagorje           |
| 26.08.2023 | NK IB 1975 Ljubljana  | 5:0             | NK Svoboda Ljubljana |
| 26.08.2023 | NK Ihan               | 0:3             | ŠD NK Ljubljana      |
| 26.08.2023 | NK Kamnik             | 0:0 (4:2 i. E.) | NK Dren Vrhnika      |
| 26.08.2023 | OŠ Olimpija Ljubljana | 2:2 (1:4 i. E.) | NK Komenda           |
| 26.08.2023 | NK Rudar Trbovlje     | 5:1             | NK Kočevje           |
| 26.08.2023 | ND Slovan Ljubljana   | 3:0             | NK Litija            |
| 26.08.2023 | NK Svoboda Kisovec    | 0:5             | NK Brinje Grosuplje  |
| 26.08.2023 | NK Termit Moravče     | 1:3             | NK Šmartno Ljubljana |
| 26.08.2023 | NK Kolpa              | 0:0 (2:4 i. E.) | NK Vir               |
| 27.08.2023 | NK Ivančna Gorica     | 4:2             | NK Jezero Medvode    |
| 27.08.2023 | NK Šentjernej         | 0:4             | ND Ilirija 1911      |

### MNZ Maribor
| Datum      |                 | Ergebnis        |                              |
| ---------- | --------------- | --------------- | ---------------------------- |
| 22.08.2023 | NK Lenart       | 2:3             | ŠD Marjeta na Dravskem polju |
| 23.08.2023 | NK Limbuš Pekre | 5:1             | NK Koroška Dravograd         |
| 26.08.2023 | NK Jurovski Dol | 2:2 (5:4 i. E.) | NK Pohorje                   |
| 26.08.2023 | NK Malečnik     | 1:2             | NK Rače                      |
| 26.08.2023 | ŽNK MB Tabor    | 0:6             | NK Fužinar                   |
| 26.08.2023 | NK Radlje       | 0:5             | NK Dobrovce                  |
| 26.08.2023 | NK Rošnja Loka  | 1:5             | NK Tehnotim Pesnica          |
| 26.08.2023 | ŠD Starše       | 1:0             | NK Korotan Prevalje          |

### MNZ Murska Sobota
| Datum      |             | Ergebnis        |                      |
| ---------- | ----------- | --------------- | -------------------- |
| 19.08.2023 | ŠNK Bakovci | 1:1 (0:3 i. E.) | NK Serdica Goričanka |
| 19.08.2023 | ŠD Ižakovci | 2:1             | NK Cankova           |
| 19.08.2023 | NK Križevci | 0:4             | NK Čarda Martjanci   |
| 19.08.2023 | NK Lipa     | 1:8             | NK Gančani           |
| 19.08.2023 | ŠNK Radgona | 1:2             | NK Grad              |
| 19.08.2023 | NK Roma     | 0:2             | NK Radenska Slatina  |

### MNZ Nova Gorica
| Datum      |           | Ergebnis        |                 |
| ---------- | --------- | --------------- | --------------- |
| 26.08.2023 | NK Idrija | 1:1 (2:4 i. E.) | NK Vipava       |
| 26.08.2023 | NK Renče  | 0:4             | NK Brda Dobrovo |

### MNZ Ptuj
| Datum      |                     | Ergebnis        |                  |
| ---------- | ------------------- | --------------- | ---------------- |
| 25.08.2023 | NK Skorba           | 0:4             | NK Markovci      |
| 26.08.2023 | NK Cirkulane        | 3:1             | NK Hajdoše       |
| 26.08.2023 | NK Leskovec         | 0:7             | NK Rogoznica     |
| 26.08.2023 | NK Oplotnica        | 1:1 (3:5 i. E.) | NK Pragersko     |
| 26.08.2023 | NK Podlehnik        | 0:2             | NK Gerečja vas   |
| 26.08.2023 | NK Polskava         | 3:0             | NK Tržec         |
| 26.08.2023 | NK Zgornja Polskava | 1:1 (4:3 i. E.) | NK Gorišnica     |
| 27.08.2023 | NK Bukovci          | 2:2 (1:3 i. E.) | NK Grajena ANpro |
| 27.08.2023 | NK Makole           | 3:5             | NK Središče      |
| 27.08.2023 | NK Slovenja vas     | 0:5             | ŠD Dornava       |
| 27.08.2023 | NK Stojnci          | 5:3             | NK Boč Poljčane  |

## 1. Runde
Teilnehmer: Die 57 Sieger der Vorrunde, 57 weitere Teams ab der 2. Liga abwärts und die 6 Erstligisten, die nicht an europäischen Wettbewerben teilnahmen.

### MNZ Celje
| Datum      |                      | Ergebnis        |                      |
| ---------- | -------------------- | --------------- | -------------------- |
| 03.10.2023 | NK Šampion           | 0:1             | NK Krško             |
| 03.10.2023 | NK Žalec             | 0:2             | NK Zreče             |
| 03.10.2023 | NK Šmarje pri Jelšah | 1:1 (4:3 i. E.) | NK Ljubno ob Savinji |
| 04.10.2023 | NK Šmartno           | 0:6             | NK Rudar Velenje     |
| 05.10.2023 | NK Brežice 1919      | 1:4             | NK Rogaška           |

### MNZ Gorenjske Kranj
| Datum      |                  | Ergebnis        |                  |
| ---------- | ---------------- | --------------- | ---------------- |
| 13.09.2023 | ŠD Preddvor      | 3:2             | NK Škofja Loka   |
| 13.09.2023 | NK Visoko        | 1:3             | NK Jesenice      |
| 13.09.2023 | NK Britof        | 1:1 (3:4 i. E.) | NK Šenčur        |
| 13.09.2023 | NK Kranjska Gora | 0:9             | NK Bled          |
| 13.09.2023 | NK Naklo         | 1:5             | NK Žiri          |
| 27.09.2023 | NK Zarica Kranj  | 0:3             | NK Triglav Kranj |

### MNZ Koper
| Datum      |                          | Ergebnis |                 |
| ---------- | ------------------------ | -------- | --------------- |
| 04.10.2023 | NK Jadran Dekani         | 1:4      | NK Tabor Sežana |
| 04.10.2023 | NK Galeb Ankaran         | 1:4      | NK Komen        |
| 04.10.2023 | NK Jadran Hrpelje-Kozina | 01:14    | MNK Izola       |
| 04.10.2023 | NK Korte                 | 0:1      | FC Koper        |

### MNZ Lendava
| Datum      |                       | Ergebnis        |                        |
| ---------- | --------------------- | --------------- | ---------------------- |
| 27.09.2023 | NK Olimpija Dolga vas | 0:0 (2:4 i. E.) | NK Turnišče            |
| 04.10.2023 | NK Kobilje            | 0:6             | NK Nafta 1903          |
| 04.10.2023 | NK Mostje             | 0:3             | NK Odranci             |
| 04.10.2023 | NK Polana             | 7:1             | NK Črenšovci           |
| 05.10.2023 | NK Panonija Gaberje   | 0:6             | NK Srednja Bistrica    |
| 05.10.2023 | NK Nedelica           | 0:9             | NK Prekmurec Dobrovnik |

### MNZ Ljubljana
| Datum      |                      | Ergebnis        |                      |
| ---------- | -------------------- | --------------- | -------------------- |
| 03.10.2023 | NK Šmartno Ljubljana | 0:5             | NK Dob               |
| 04.10.2023 | NK Bravo             | 0:0 (2:4 i. E.) | NK Radomlje          |
| 04.10.2023 | ND Ilirija 1911      | 3:2             | NK Krka              |
| 04.10.2023 | NK Ivančna Gorica    | 1:1 (4:2 i. E.) | ND Slovan Ljubljana  |
| 04.10.2023 | NK Kamnik            | 2:4             | NK Bela krajina      |
| 04.10.2023 | ŠD NK Ljubljana      | 5:3             | NK Zagorje           |
| 04.10.2023 | NK Rudar Trbovlje    | 7:0             | NK Komenda           |
| 04.10.2023 | NK Vir               | 0:1             | NK IB 1975 Ljubljana |
| 04.10.2023 | NK Trebnje           | 2:2 (5:4 i. E.) | NK Kresnice          |

### MNZ Maribor
| Datum      |                     | Ergebnis        |                              |
| ---------- | ------------------- | --------------- | ---------------------------- |
| 03.10.2023 | NK Limbuš Pekre     | 3:5             | ŠD Marjeta na Dravskem polju |
| 04.10.2023 | NK Jurovski Dol     | 0:0 (9:8 i. E.) | NK Rače                      |
| 04.10.2023 | NK Peca             | 0:1             | ŠD Starše                    |
| 04.10.2023 | NK Tehnotim Pesnica | 0:1             | NK Fužinar                   |
| 04.10.2023 | ŠD Rogoza           | 4:1             | NK Dobrovce                  |

### MNZ Murska Sobota
| Datum      |                 | Ergebnis |                      |
| ---------- | --------------- | -------- | -------------------- |
| 20.09.2023 | NK Grad         | 2:0      | NK Serdica Goričanka |
| 20.09.2023 | NK Apače        | 0:8      | NK Rakičan           |
| 20.09.2023 | NK Tišina       | 0:3      | NK Gančani           |
| 20.09.2023 | NK Kema Puconci | 0:6      | NK Čarda Martjanci   |
| 20.09.2023 | NK Dokležovje   | 0:2      | NŠ Mura              |
| 20.09.2023 | NK Bogojina     | 2:3      | NK Radenska Slatina  |
| 20.09.2023 | NK Šalovci      | 1:3      | NK Veržej            |
| 20.09.2023 | ŠD Cven         | 0:1      | NK Hodoš             |
| 27.09.2023 | ŠD Ižakovci     | 1:5      | NK Ljutomer          |
| 04.10.2023 | NK Tromejnik    | 0:3      | ND Beltinci          |

### MNZ Nova Gorica
| Datum      |                   | Ergebnis |                     |
| ---------- | ----------------- | -------- | ------------------- |
| 04.10.2023 | ND Adria          | 0:4      | ND Primorje         |
| 04.10.2023 | NK Arne Tabor ’69 | 0:3      | NK Brinje Grosuplje |
| 04.10.2023 | NK Brda Dobrovo   | 0:4      | ND Gorica           |
| 04.10.2023 | NK Tolmin         | 1:0      | ND Bilje            |
| 04.10.2023 | NK Vodice Šempas  | 1:4      | NK Vipava           |

### MNZ Ptuj
| Datum      |                     | Ergebnis        |                               |
| ---------- | ------------------- | --------------- | ----------------------------- |
| 26.09.2023 | NK Markovci         | 1:4             | NK Videm                      |
| 27.09.2023 | NK Gerečja vas      | 1:7             | NK Drava Ptuj                 |
| 03.10.2023 | NK Polskava         | 0:7             | NK Hajdina                    |
| 03.10.2023 | NK Cirkulane        | 0:5             | ŠD Apače                      |
| 03.10.2023 | NK Zgornja Polskava | 3:1             | ŠD Dornava                    |
| 04.10.2023 | NK Grajena ANpro    | 2:2 (5:6 i. E.) | NK Stojnci                    |
| 04.10.2023 | NK Ormož            | 0:5             | NK Kety Emmi & Impol Bistrica |
| 04.10.2023 | NK Pragersko        | 2:6             | NK Podvinci                   |
| 04.10.2023 | NK Rogoznica        | 3:5             | NK Središče                   |
| 04.10.2023 | NK Zavrč            | 0:0 (4:3 i. E.) | NK Aluminij                   |

## 2. Runde
Teilnehmer: Die 60 Sieger der 1. Runde und die 4 Erstligisten, die Slowenien bei europäischen Wettbewerben vertreten haben.

### MNZ Celje
| Datum      |                      | Ergebnis |                  |
| ---------- | -------------------- | -------- | ---------------- |
| 31.10.2023 | NK Šmarje pri Jelšah | 1:4      | NK Rogaška       |
| 02.11.2023 | NK Zreče             | 0:2      | NK Rudar Velenje |
| 02.11.2023 | NK Krško             | 1:4      | NK Celje         |

### MNZ Gorenjske Kranj
| Datum      |             | Ergebnis        |                  |
| ---------- | ----------- | --------------- | ---------------- |
| 04.10.2023 | NK Bled     | 1:4             | NK Jesenice      |
| 04.10.2023 | ŠD Preddvor | 0:4             | NK Šenčur        |
| 04.10.2023 | NK Žiri     | 2:2 (6:7 i. E.) | NK Triglav Kranj |

### MNZ Koper
| Datum      |           | Ergebnis |                 |
| ---------- | --------- | -------- | --------------- |
| 31.10.2023 | MNK Izola | 0:1      | NK Tabor Sežana |
| 31.10.2023 | NK Komen  | 0:6      | FC Koper        |

### MNZ Lendava
| Datum      |                     | Ergebnis |                        |
| ---------- | ------------------- | -------- | ---------------------- |
| 31.10.2023 | NK Srednja Bistrica | 1:3      | NK Odranci             |
| 31.10.2023 | NK Turnišče         | 1:2      | NK Prekmurec Dobrovnik |
| 02.11.2023 | NK Polana           | 1:4      | NK Nafta 1903          |

### MNZ Ljubljana
| Datum      |                     | Ergebnis        |                       |
| ---------- | ------------------- | --------------- | --------------------- |
| 31.10.2023 | NK Dob              | 0:1             | NK Domžale            |
| 31.10.2023 | NK Ivančna Gorica   | 1:4             | NK Rudar Trbovlje     |
| 31.10.2023 | NK Trebnje          | 1:1 (2:4 i. E.) | NK IB 1975 Ljubljana  |
| 02.11.2023 | NK Bela krajina     | 1:3             | ND Ilirija 1911       |
| 02.11.2023 | ŠD NK Ljubljana     | 0:4             | NK Radomlje           |
| 02.11.2023 | NK Brinje Grosuplje | 0:0 (2:4 i. E.) | NK Olimpija Ljubljana |

### MNZ Maribor
| Datum      |                              | Ergebnis |                 |
| ---------- | ---------------------------- | -------- | --------------- |
| 31.10.2023 | ŠD Marjeta na Dravskem polju | 2:3      | ŠD Rogoza       |
| 31.10.2023 | ŠD Starše                    | 2:4      | NK Fužinar      |
| 31.10.2023 | NK Maribor                   | 9:0      | NK Jurovski Dol |

### MNZ Murska Sobota
| Datum      |                     | Ergebnis |             |
| ---------- | ------------------- | -------- | ----------- |
| 18.10.2023 | NK Čarda Martjanci  | 1:0      | NK Grad     |
| 18.10.2023 | NK Gančani          | 5:2      | NK Veržej   |
| 18.10.2023 | NK Hodoš            | 0:4      | NŠ Mura     |
| 18.10.2023 | NK Radenska Slatina | 0:5      | ND Beltinci |
| 18.10.2023 | NK Rakičan          | 0:8      | NK Ljutomer |

### MNZ Nova Gorica
| Datum      |             | Ergebnis        |           |
| ---------- | ----------- | --------------- | --------- |
| 02.11.2023 | ND Primorje | 2:0             | NK Tolmin |
| 02.11.2023 | NK Vipava   | 1:1 (1:3 i. E.) | ND Gorica |

### MNZ Ptuj
| Datum      |                     | Ergebnis        |                               |
| ---------- | ------------------- | --------------- | ----------------------------- |
| 24.10.2023 | NK Zgornja Polskava | 0:4             | NK Videm                      |
| 31.10.2023 | NK Drava Ptuj       | 1:1 (4:5 i. E.) | NK Hajdina                    |
| 31.10.2023 | ŠD Apače            | 0:4             | NK Zavrč                      |
| 31.10.2023 | NK Središče         | 1:0             | NK Kety Emmi & Impol Bistrica |
| 03.11.2023 | NK Stojnci          | 00:3 1          | NK Podvinci                   |

## 3. Runde
| Datum      |                       | Ergebnis               |                        |
| ---------- | --------------------- | ---------------------- | ---------------------- |
| 21.11.2023 | NK Zavrč              | 1:2                    | NK Triglav Kranj       |
| 22.11.2023 | NK IB 1975 Ljubljana  | 1:3 n. V.              | NK Rogaška             |
| 22.11.2023 | NK Olimpija Ljubljana | 4:1                    | NK Rudar Velenje       |
| 22.11.2023 | NK Odranci            | 0:3                    | FC Koper               |
| 22.11.2023 | NK Fužinar            | 0:2                    | NK Radomlje            |
| 22.11.2023 | ND Gorica             | 2:1                    | NK Domžale             |
| 22.11.2023 | NK Nafta 1903         | 1:1 n. V., (5:4 i. E.) | NK Celje               |
| 23.11.2023 | ND Primorje           | 1:3                    | NK Maribor             |
| 23.11.2023 | NK Šenčur             | 0:2                    | NŠ Mura                |
| 25.11.2023 | NK Gančani            | 0:7                    | ND Beltinci            |
| 25.11.2023 | NK Podvinci           | 3:2                    | NK Tabor Sežana        |
| 25.11.2023 | ŠD Rogoza             | 0:5                    | ND Ilirija 1911        |
| 25.11.2023 | NK Rudar Trbovlje     | 1:4                    | NK Jesenice            |
| 25.11.2023 | NK Videm              | 3:2 n. V.              | NK Hajdina             |
| 25.11.2023 | NK Čarda Martjanci    | 7:2                    | NK Prekmurec Dobrovnik |
| 25.11.2023 | NK Središče           | 0:4                    | NK Ljutomer            |

## Achtelfinale
| Datum      |                       | Ergebnis |                  |
| ---------- | --------------------- | -------- | ---------------- |
| 05.03.2024 | NK Podvinci           | 0:1      | NK Triglav Kranj |
| 05.03.2024 | NK Videm              | 1:3      | ND Ilirija 1911  |
| 06.03.2024 | NK Jesenice           | 1:3      | ND Gorica        |
| 06.03.2024 | NK Maribor            | 1:2      | NK Radomlje      |
| 06.03.2024 | ND Beltinci           | 5:0      | NK Ljutomer      |
| 07.03.2024 | NK Nafta 1903         | 1:2      | NK Rogaška       |
| 07.03.2024 | NK Olimpija Ljubljana | 2:4      | FC Koper         |
| 07.03.2024 | NK Čarda Martjanci    | 0:3      | NŠ Mura          |

## Viertelfinale
| Datum      |                  | Ergebnis               |             |
| ---------- | ---------------- | ---------------------- | ----------- |
| 02.04.2024 | NK Triglav Kranj | 2:3                    | NK Rogaška  |
| 03.04.2024 | ND Gorica        | 4:1                    | NK Radomlje |
| 03.04.2024 | FC Koper         | 1:1 n. V., (4:5 i. E.) | NŠ Mura     |
| 04.04.2024 | ND Ilirija 1911  | 1:2                    | ND Beltinci |

## Halbfinale
| Datum      |           | Ergebnis               |             |
| ---------- | --------- | ---------------------- | ----------- |
| 24.04.2024 | ND Gorica | 1:1 n. V., (5:3 i. E.) | ND Beltinci |
| 25.04.2024 | NŠ Mura   | 2:2 n. V., (4:5 i. E.) | NK Rogaška  |

## Finale
| Paarung        | NK Rogaška – ND Gorica |
| Ergebnis       | 1:1 n. V., 6:5 i. E. |
| Datum          | 24. Mai 2024 um 20:30 Uhr |
| Stadion        | Stadion Stožice, Ljubljana |
| Zuschauer      | 4.042 |
| Schiedsrichter | Dejan Balažič |
| Tore           | 1:0 Charles Thalisson (105.+1') 1:1 Luka Marjanac (110.) Elfmeterschießen: 0:1 Sebastian Lesjak 1:1 Rene Rantuša Lampreht Darius Jalinous (verschossen) Antonio Majcenić (verschossen) 1:2 Adis Hodžić 2:2 Rok Pirtovšek 2:3 Boris Krstić 3:3 Patrik Mijić 3:4 Luka Marjanac 4:4 Luka Kambič 4:5 Raymond Inwen 5:5 Marko Prenpalaj Robert Ćosić (verschossen) 6:5 Cene Kitek |
| NK Rogaška     | Ajdin Mulalić – Rok Pirtovšek, Nikša Vujčić (104. Rene Rantuša Lampreht), Žan Flis , Luka Kambič – Charles Thalisson (106. Matija Ruovački), Di Mateo Lovcić (119. Cene Kitek), Alen Korošec (119. Marko Prenpalaj) – Oliver Kregar (82. Shakeone Satchwell), Gal Kurež (82. Antonio Majcenić), Patrik Mijić Cheftrainer: Oskar Drobne                                       |
| ND Gorica      | Alen Jurca – Robert Ćosić, Nejc Mevlja (82. Raymond Inwen), Amadej Marinić (82. Tilen Vendramin), Adis Hodžić – Darko Hrka, Darius Jalinous, Luka Baruca (107. Boris Krstić), Dragan Brkić (111. Sebastian Lesjak) – Luka Marjanac, Haris Kadrić (117. Denis Cerovec) Cheftrainer: Miran Srebrnić                                                                            |
| Gelbe Karten   | Rok Pirtovšek (34.), Žan Flis (61.), Charles Thalisson (76.), Luka Kambič (105.), Antonio Majcenić (111.), Ajdin Mulalić (120.+1') – Nejc Mevlja (5.), Adis Hodžić (63.), Raymond Inwen (90.), Dragan Brkić (95.), Robert Ćosić (101.) |
| Platzverweise  | Nikša Vujčić (120.+1', Reservebank) – keine |